# Boeing B-29 Superfortress
Boeing B-29 Superfortress je teški bombarder s četiri propeler-motora, a koristilo ga je Ratno zrakoplovstvo SAD-a u Drugom svjetskom ratu te i drugi Saveznici. Ime je naslijedio od svog predhodnika, bombardera B-17 Flying Fortress.
B-29 je najveći bombarder koji je poletio za vrijeme Drugog svjetskog rata te je posjedovao neke nove tehnologije. U prostor za posadu je konstantno upumpavan zrak što je održavalo normalni atmosferski tlak te mu omogućavalo let na velikim visinama. Uvedeno je glavno upravljanje oružjem s jednog mjesta, te su se kupole sa strojnicama mogle upravljati na daljinski, a ne ručno kao ranije.
Iako su mu sve ove nove tehnologije omogućile let po danu na velikim visinama, B-29 se češće koristio za noćna bombardiranja pri niskim visinama, izbacivajući zapaljive bombe na Japan. Atomske bombe bačene na Hirošimu i Nagasaki bile su bačene iz B-29.
Za razliku od drugih bombardera B-29, je nastavio biti u upotrebi dugo nakon završetka rata, sve do 1960-ih.

## Dizajn i razvoj
Za to vrijeme,razvoj novog bombardera kao što je bio B-29 je bio iznimno kompliciran i zahtjevan. Takva izgradnja je zahtijevala izgradnju zrakoplova u četiri odovjene tvornice. Dvije tvornice Boeinga: Renton, Washington i Wichita, Kansas te u Bell tvornicama: Marietta, Georgia i u tvornici Martin u gradu Omaha, Nebraska. U projektu je sudjelovalo još tisuće kooperanata.Zbog brzine i kompleksnosti te potrebe za što bržim razvojem, projekt je bio u zaostatku i često su se pojavljivali problemi koji su usporavali cijeli projekt. 18. veljače 1943. poletio je drugi prototip koji se je nedugo nakon uzlijetanja srušio. Tijekom leta zapalio se je motor a vatra se je proširila na krilo. Pri padu je poginula cijela desetoročlana posada, zajedna s 20 civila koji su se nalazili na tlu gdje je zrakoplov pao. Zbog problematičnosti i novih modifikacija koje su se javljale vrlo često, zrakoplov čim bi izašao s pokretne trake, odletio bi u novu tvornicu gdje su se dodavale nove modifikacije i ispravljale greške.

## Tehničke karakteristike (B-29)
Izvori podataka: Loftin, LK, Jr.  Quest for Performance: The Evolution of Modern Aircraft. NASA SP-468.
Osnovne karakteristike
- posada: 11
- dužina: 30,2 m
- raspon krila: 43,1 m
- površina krila: 161,3 m2
- visina: 8,5 m

Letne karakteristike
- najveća brzina: 574 km/h
- ekonomska brzina: 350 km/h
- dolet: 9.000 km
  - borbeni dolet: 5.230 km
- brzina penjanja: 4,6 m/s
- najveća visina leta: 10.200 m
- specifično opterećenje krila: 337 kg/m2
- motor: 4 radialna (zvjezdasta) motora